# Kesennuma
Kesennuma (Japans: 気仙沼市, Kesennuma-shi) is de noordelijkste stad in de prefectuur Miyagi op het eiland Honshu, Japan. Deze stad aan de Grote Oceaan heeft een oppervlakte van 226,67 km² en telde begin 2008 ongeveer 64.500 inwoners.

## Geschiedenis
Kesennuma werd een stad (shi) op 1 juni 1953 na samenvoeging van de gemeente Kesennuma en de dorpen Shishiori en Matsuiwa. Op 1 april 1955 werden de dorpen Niitsuki, Hashikami en Ōshima geannexeerd. Op 31 maart 2006 ging de gemeente Karakuwa op in Kesennuma. Op 1 september 2009 werd de gemeente Motoyoshi bij Kesennuma gevoegd.

## Economie
De economie van Kesennuma is gebaseerd op toerisme en visserij. De visserij richt zich vooral op tonijn, Japanse makreelgeep en haaienvinnen.

## Verkeer
Kesennuma ligt aan de Kesennuma-lijn en de Ōfunato-lijn van de East Japan Railway Company en aan de autowegen 45 en 284. Er is een veerdienst naar het eiland Ōshima en het schiereiland Karakuwa.

## Stedenbanden
Kesennuma heeft een stedenband met:
- Puntarenas (Costa Rica)
- Seattle (Verenigde Staten)
- Zhoushan (China)

## Geboren in Kesennuma
- Tetsuo Kanno (菅野 哲雄, Kanno Tetsuo), politicus
- Hidenoyama Raigoro (秀ノ山 雷五郎, Hidenoyama Raigorō), sumoworstelaar

## Aangrenzende steden
- Rikuzentakata
- Ichinoseki